# Eustomias bulbornatus
Eustomias bulbornatus är en fiskart som beskrevs av Gibbs, 1960. Eustomias bulbornatus ingår i släktet Eustomias och familjen Stomiidae. Inga underarter finns listade i Catalogue of Life.